# IC 3558/2
IC 3558/2 је галаксија у сазвијежђу Дјевица која се налази на листи објеката дубоког неба у Индекс каталогу.
Деклинација објекта је + 11° 51' 8" а ректасцензија 12h 36m 2,9s. Привидна величина (магнитуда) објекта IC 3558 износи 16,0 а фотографска магнитуда 17,0. IC 35582 је још познат и под ознакама * ?.